# Paraznanost
Paraznanost je široka kategorija akademskih disciplin, ki so zunaj obsega znanstvenega študija, ali, ki preučujejo fenomene, nepriznane, da fizično obstajajo. Izraz pokriva »neznanstvene prakse«, ki niso »psevdoznanstvene«, na primer zgodovino, filozofijo, umetnost in religijo.
Paraznanost ni psevdoznanost. Ne trdi, da bi bila znanstvena, za razliko od psevdoznanosti, vendar lahko deluje kot podpora znanstvenim področjem (disciplinam).